# 标准模板库
标准模板库（英語：Standard Template Library，缩写：STL），是一个C++软件库，大量影響了C++标准程序库但並非是其的一部分。其中包含4个组件，分别为算法、容器、函数、迭代器。
模板是C++程序设计语言中的一个重要特征，而标准模板库正是基于此特征。标准模板库使得C++编程语言在有了同Java一样强大的类库的同时，保有了更大的可扩展性。

## 歷史
标准模板库係由亞歷山大·斯特潘諾夫創造於1979年前後，這也正是比雅尼·斯特勞斯特魯普創造C++的年代。
雖然David R. Musser於1971年開始即在計算機幾何領域發展並倡導某些泛型程序設計觀念，但早期並沒有任何程式語言支援泛型程序設計。第一個支援泛型概念的語言是Ada。 Alex和Musser曾於1987開發出一套相關的Ada library.
标准模板库設計人Stepanov早期從事教育工作，1970年代研究泛型程序設計，那時他與其同事一起在GE公司開發出一個新的程序語言——Tecton。
1983年，Stepanov先生轉至纽约大学坦登工程学院担任助理教授，繼續研究泛型程序設計，同時寫了許多Scheme的程序，應用在graph與network的演算法上，1985年又轉至GE公司專門教授高階程序設計，並將graph與network的Scheme程式，改用Ada寫，用了Ada以後，他發現到一個動態（dynamically）类型的程序（如Scheme）與強制（strongly）类型的程序（如Ada）有多麼的不同。
在動態类型的程序中，所有类型都可以自由的轉換成別的类型，而強制类型的程序卻不能。但是，強制类型在出錯時較容易發現程序錯誤。
1988年Stepanov先生轉至HP公司執行開發泛型程序庫的工作。此時，他已经认识C語言中指標(pointer)的威力，他表示一個程序员只要有些許硬件知识，就很容易接受C語言中指標的觀念，同時也瞭解到C語言的所有数据結構均可以指標間接表示，這點是C與Ada、Scheme的最大不同。
Stepanov並認為，雖然C++中的繼承功能可以表示泛型設計，但終究有個限制。雖然可以在基礎类型（superclass）定義算法和接口，但不可能要求所有物件皆是繼承這些，而且龐大的繼承體系將減低虛擬（virtual）函數的執行效率，這便違反的前面所說的「效率」原則。
到了C++模板觀念，Stepanov參加了許多有關的研討會，與C++之父比雅尼討論模板的设计細節。如，Stepanov認為C++的函數模板（function template）應該像Ada一樣，在声明其函數原型後，應該显式的声明一个函數模板之实例（instance）；比雅尼則不然，他認為可以透過C++的重載（overloading）功能來表達。
Stepanov想像中的函數模板：
```
   
//in *.hpp

   
template
<
class
 
T
>

   
T
 
square
(
T
 
x
)
 
{
 
return
 
x
*
x
;
 
}

 

   
//in *.cpp

   
double
 
square
(
double
);

   
cout
 
<<
 
square
(
3.3
);

   
int
 
square
(
int
);

   
cout
 
<<
 
square
(
3
);

```

比雅尼認為的函數模板：
```
   
//in *.hpp

   
template
<
class
 
T
>

   
T
 
square
(
T
 
x
)
 
{
 
return
 
x
*
x
;
 
}

 

   
//in *.cpp

   
cout
 
<<
 
square
(
3.3
);

   
cout
 
<<
 
square
(
3
);

```

幾經爭辯，Stepanov發現比雅尼是對的（參考侯俊傑标准模板库講座·第三章）。事後Stepanov回想起來非常同意比雅尼的作法。
|  | template 引數推導機制（arguments deduction） ，在标准模板库中佔非常重要的角色。Alexander Stepanov（标准模板库創造者）在與Dr. Dobb's Journal進行的訪談中說道『1992 我重回generic-library的開發工作。這時候C++有了template 我發現比雅尼完成了一個非常美妙的設計。之前我在Bell Lab曾參與數次模板的相關設計討論，並且非常粗暴地要求比雅尼應該將C++模板設計得儘可能像Ada generics那樣。我想由於我的爭辯是如此地粗暴，他決定反對。我瞭解到在C++中除了擁有类模板（class template）之外還擁有函数模板的重要性。然而我認為函数模板應該像Ada generics一樣，也就是說它們應該是显式实例，比雅尼沒有聽進我的話，他設計了一個函数模板機制，其中的‘模板’是以一個重載化機制 （overloading mechanism）來進行隐式实例這項特殊的技術對我的工作具有關鍵性的影響，因為我發現它使我得以完成Ada不可能完成的許多動作。我非常高興比雅尼當初沒有聽我的意見。』（DDJ 1995 年三月號） |

事實上，C++的模板，本身即是一套複雜的巨集語言（macro language），巨集語言最大的特色為：所有工作在編譯時期就已完成。显式的声明函數模板之实例，與直接透過C++的多載功能隱式声明，結果一樣，並無很大區別，只是前者加重程序员的負擔，使得程式變得累贅。
1992年Meng Lee加入Alex的專案，成為另一位主要貢獻者。
1992年，HP泛型程序庫計畫結束，小組解散，只剩下Stepanov先生與Meng Lee小姐（她是東方人，标准模板库的英文名稱其實是取STepanov與Lee而來），Lee先前研究的是編譯器的製作，對C++的模板很熟，第一版的标准模板库中許多程式都是Lee的傑作。
1993年，Andy Koenig到演講，Stepanov便向他介紹标准模板库，Koenig聽後，隨即邀請Stepanov參加1993年11月的ANSI/ISO C++標準化會議，並發表演講。
Bell實驗室的Andrew Koenig於1993年知道标准模板库研究計劃後，邀請Alex於是年11月的ANSI/ISO C++標準委員會會議上展示其觀念。並獲得與會者熱烈的迴應。
1994年1月6日，Koenig寄封電子郵件給Stepanov，表示如果Stepanov願意將标准模板库的說明文件撰寫齊全，在1月25日前提出，便可能成為標準C++的一部份。Stepanov回信道："Andy, are you crazy?" 。 Koenig便說："Well, yes I am crazy, but why not try it?"。
Alex於是在次年夏天在滑鐵盧舉行的會議前完成其正式的提案，並以百分之八十壓倒性多數，一舉讓這個巨大的計劃成為C++ Standard的一部份。
标准模板库於1994年2月年正式成為ANSI/ISO C++的一部份，它的出現，促使C++程序员的思維方式更朝向泛型编程（generic program）發展。

## 內容
STL 将“在数据上执行的操作”与“要执行操作的数据分开”，分别以如下概念指代：
- 容器：包含、放置数据的地方。
- 迭代器：在容器中指出一个位置、或成对使用以划定一个区域，用来限定操作所涉及到的数据范围。
- 算法：要执行的操作。

### 容器
标准模板库包含了序列容器（sequence containers）與關聯容器（associative containers）。
| 資料容器                                                          | 描述 |
| 序列容器 - 有序集                                                 | 序列容器 - 有序集 |
| ----------------------------------------------------------------- | --- |
| vector                                                            | 动态数组，兼容C语言数组。vector可以如同陣列一樣的存取方式，例如使用下標（operator[]）運算子，並記得自己的長度資訊（size），您也可以使用物件的方式來存取vector（push_back、pop_back）。使用vector可以輕易地定義多維可調整型陣列（std::vector<std::vector<...> >）。要使用vector，必須含入vector表頭檔。vector可在O(1)内完成在末尾插入 / 移除元素，但在vector中间或开头插入/移除元素，则需要消耗O(n)时间。 |
| list                                                              | list容器是一個有序（Ordered）的資料結構（循序容器），每个元素中存储着上一个元素和下一个元素的地址（指针），因此是一个双向链接的链表。与vector相比，其元素的访问速度较慢，而在已知元素位置的情况下，插入和删除速度较快。STL容器中唯一支持事务语义。 |
| forward_list （单向链表）                                         | list的单链表版，去掉了一些操作。 |
| deque （双端队列）                                                | 可看做为能在常量时间内完成向开头或结尾插入或删除元素的vector，但是修改之后，其迭代器的有效性就无法得到保障。 |
| array                                                             | 只能在初始化时指定大小的数组，可视为内置数组的封装。 |
| 关联容器 - 无序集                                                 | |
| set                                                               | 不重复元素的集合。 |
| multiset                                                          | 跟set具有相同功能，但允許重複的元素。 |
| map                                                               | 关联数组，每个元素含有两个数据项，map将一个数据项映射到另一个数据项中。 |
| multimap                                                          | 跟map具有相同功能，但允許重複的鍵值。 |
| unordered_set unordered_multiset unordered_map unordered_multimap | 分别类似于集合、多重集合、映射、多重映射，但使用哈希表实现。它的键（Keys）没有排序（operator<），但是必须存在一个从键类型到size_t的哈希函数、且要求键之间可以判等（operator==）。自C++11起进入语言标准。 |
| 其他类型的容器                                                    | |
| bitset                                                            | 存储系列位类似的固定大小的布尔向量。实现按位运算，没有迭代器，不是序列。可视为std::array<bool, N>。若需要改变序列长度，可用std::vector<bool>。 |
| valarray                                                          | 数值类型的std::vector。牺牲泛型能力而专为数值计算做了优化，例如在数组上的sin操作可对数组内所有数值取正弦。有些实现会对std::valarray应用向量指令等优化手段。 一个观点是里面全是数值类型的valarray才是数学意义上的向量，而可以泛型的vector更该叫array——编程语言中的数组。 |

### 迭代器
迭代器是泛化的指针，通过使用迭代器，开发者可以操作数据结构而无需关心其内部实现。根据迭代器的操作方式的不同，迭代器分为五种：
- 输入迭代器
- 输出迭代器
- 前向迭代器
- 双向迭代器
- 随机访问迭代器

### 算法
STL提供了一些常见 的算法，如排序和搜索等。这些算法与数据结构的实现进行了分离。因此，也可对自定义的数据结构使用这些算法，只需让这些自定义的数据结构拥有算法所预期的迭代器。。

### 函数对象
狭义的函数对象即重载了操作符()的类的实例，而广义来讲所有可用 x(...) 形式调用的 x 都可称为函数对象、或曰可调用对象。。

### 适配器（Adaptor）
适配器为一个模板类，用于提供接口映射。。

## 與C++標準程式庫的差異
一個常見的誤解是STL是C++標準程式庫的一部分，但事實上並非如此。例如hash table的資料結構實作在STL中有<hash_map>模板可供調用，但C++標準程式庫一直到C++11才加入了<unordered_map>。參見无序关联容器 (STL)。

## 外部連結
- C/C++ reference （页面存档备份，存于） includes a section on the STL
- STL programmer's guide （页面存档备份，存于） official guide from SGI
- Bjarne Stroustrup on The emergence of the STL （页面存档备份，存于） (Page 5, Section 3.1)
- Apache stdcxx （页面存档备份，存于） portable Open Source implementation based on Rogue Wave （页面存档备份，存于） STL
- STLport （页面存档备份，存于） multiplatform STL implementation
- Dinkumware （页面存档备份，存于） commercial STL implementation (ships with Visual C++ and several other compilers)
- Rogue Wave STL Class Reference
- MPTL shared-memory parallel extension of the STL using the Native POSIX Thread Library。
- STXXL: （页面存档备份，存于） an STL implementation for external memory.
- STLSoft libraries （页面存档备份，存于）：open-source, 100% header-only, C/C++ libraries of technology-specific facades and STL extensions.